# Gomes Eanes de Azurara
Gomes Eanes de Zurara, o d'Azurara (1410-1474), va ser guarda-conservador de la biblioteca reial de Portugal cap a l'any 1451. Va ser, després de Fernão Lopes, el 1454, guarda gran (Guarda-Mor) de la Torre do Tombo. El 1467 es va traslladar a Al-Ksar es-Seghir, per tal de completar la seva crònica del comte D. Eduardo de Meneses.
En les seves cròniques, Zurara es fixa en l'apreciació de les grans figures, fent moltes referències a l'heroisme i els fets paradigmàtics, exaltant el valor dels personatges èpics dels quals s'ocupa.
Mangualde té una escola molt coneguda en el seu honor (Escola Eb 2,3 Gomes Eanes de Azurara).

## Obres
- 1450 - Chronica del Rei D. Joam I de boa memória. Terceira parte em que se contam a Tomada de Ceuta  (Lisboa, 1644);
- 1453 - Chronica do Descobrimento e Conquista da Guiné  (París, 1841);
- 1463 - Chronica do Conde D. Pedro de Menezes  (a: Inéditos de Historia Portugueza, vol. II. Lisboa, 1792);
- 1468 - Chronica do Conde D. Duarte de Menezes  (a: Inéditos de Historia Portugueza, vol. III. Lisboa, 1793).